# Chardonnay (vitigno)
Lo Chardonnay è un vitigno a bacca bianca, internazionale, coltivato in tutte le aree viticole del mondo. Viene utilizzato anche per vini spumanti "metodo classico". Infatti entra negli uvaggi dei più noti spumanti, ad esempio Champagne, Trentodoc e Franciacorta, ma anche negli spumanti prodotti nel Nuovo Mondo (California, Australia e Nuova Zelanda).
Lo chardonnay e il merlot sono, tra i vitigni francesi cosiddetti "internazionali", quelli più coltivati in ogni parte del mondo, anche grazie alla loro elevata adattabilità.

## Sinonimi
In Italia, San Marino e Svizzera italiana: Pinot Chardonnay, Pinot Giallo.
In Francia e Svizzera romanda: Arnaison Blanc, Arnoison, Aubain, Auvernat Blanc, Auxois Blanc, Chardenet, Chardonay, Chaudenay, Chaudenet, Epinette Blanc, Màconnais, Morillon, Noirien Blanc, Petit Chatey, Petite Sainte Marie, Pinot Blanc à Cramant, Pinot Blanc Chardonnay, Plant de Tonnerre.
In Germania, Austria, Svizzera tedesca, Liechtenstein e Alto Adige: Weiss Burgunder, Weiss Elder, Weiss Klewner, Weiss Silber, Später Weiss Burgunder.

## Caratteristiche ampelografiche
Ha foglia media, rotonda; il grappolo è di medie dimensioni, piramidale, serrato, scarsamente alato; l'acino è di media grandezza, con buccia mediamente consistente, tenera e di colore giallo dorato. La vigoria è elevata, la produttività regolare e abbondante. La vendemmia è abbastanza precoce (prima decade di settembre o in alcune aree collinari addirittura agosto, per la produzione di vini metodo classico come il Franciacorta). 
Predilige i climi temperato-caldi, i terreni collinari, argillosi e calcarei, gli ambienti ventilati e freschi. È sensibile alle gelate primaverili.

## Storia

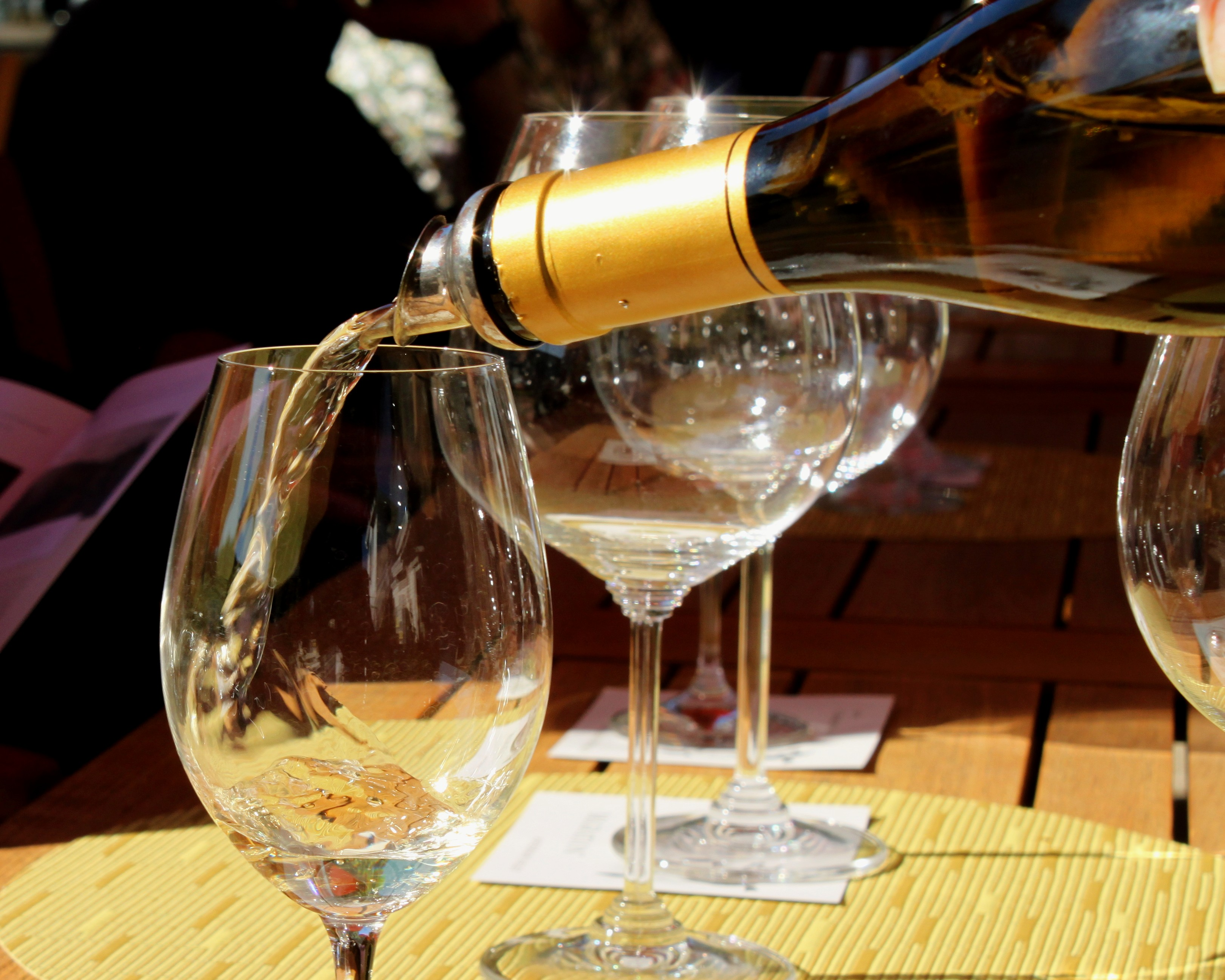
Vino chardonnay

Le sue origini non sono chiare: secondo alcuni studiosi ha "radici" mediorientali, secondo altri nasce da un incrocio spontaneo da una vite pre-addomesticata ed un vitigno proveniente dall'Illiria. Si è comunque diffuso dalla Borgogna: precisamente, era impiantato originariamente dai monaci cistercensi dell'abbazia di Pontigny, da dove si è diffuso progressivamente in tutto il mondo dalla fine del XIX secolo.
A lungo confuso con il Pinot Bianco, le ricerche genetiche hanno dimostrato che è un incrocio, avvenuto spontaneamente forse in epoca Carolingia, tra Pinot nero e Gouais blanc, un vitigno di origine slava di grande vigoria, utilizzato per "tagliare" numerosi vini.
Il suo nome deriva da Chardonnay, l'omonimo paese del Mâconnais in Borgogna.
Secondo un'altra teoria l'origine di questo vino andrebbe ricercata sulle colline di Gerusalemme; infatti questo vitigno cresce benissimo in terreni argillosi (come quelli a Gerusalemme) e la parola Chardonnay ha origini ebraiche.
I primi Crociati, al loro ritorno dal Medio Oriente, riportavano anche del vino il cui nome originale era Porte de Dieu perché era la traduzione del nome ebraico Shahar Adonay,  che significa appunto "la porta di Dio". Le vigne erano tutte intorno a Gerusalemme, città santa, le cui porte conducevano tutte al Tempio di Dio.

## Diffusione
In Italia il vitigno Chardonnay è coltivato in tutte le regioni, ma in particolare in Sicilia, dove ha trovato un diretto antagonista con il Catarratto, in Trentino-Alto Adige, in Piemonte in particolare nelle Langhe, in Lombardia (nella Franciacorta, in uvaggio, per produrre vini spumanti), in Veneto, in Friuli-Venezia Giulia e in Abruzzo.
In Francia, dove è diffuso ovunque, viene utilizzato in purezza per produrre il Borgogna. In Borgogna è utilizzato oramai esclusivamente in purezza, sia nella zona dello Chablis che nella Costa d'Oro, nello specifico i vini di Chablis sono più freschi ed acidi, mentre quelli della Costa d'Oro rappresentano la più alta espressione del vitigno, nonché il paradigma mondiale per i vini bianchi strutturati. È utilizzato anche in purezza o in uvaggio per la produzione dello Champagne.
Lo si trova anche in Australia, in California, in Cile e Sudafrica.

## Il vino
Dalle uve di Chardonnay si possono ottenere vini fermi, frizzanti o spumanti, con gradazione alcolica alta e acidità piuttosto elevata. Il colore del vino è giallo paglierino non particolarmente carico, il profumo, caratteristico, è delicato e fruttato (frutta tropicale, ananas in particolare), il sapore elegante e armonico. Se invecchiato assume note di frutta secca. È particolarmente indicato per l'affinamento in barrique.